# Vel tegen vel
Vel tegen vel is een Nederlandstalige single van de Belgische band The Boerenzonen op Speed uit 1996.
Het tweede nummer op deze single was een "full version'' (4:12) van het nummer.
Het liedje verscheen op het album 100% Emo (200% Amu) uit 1997.

## Meewerkende artiesten
- Producer: 
  - Jan De Rijck
  - Isabelle A (zang)
- Muzikanten:
  - Ben Lumbeeck (zang)
  - Carl Vandervoort (basgitaar)
  - Erik Lesire (gitaar, zang)
  - Roel Peeters (gitaar)
  - Yves Kinnaer (drums)